# Diego Luna

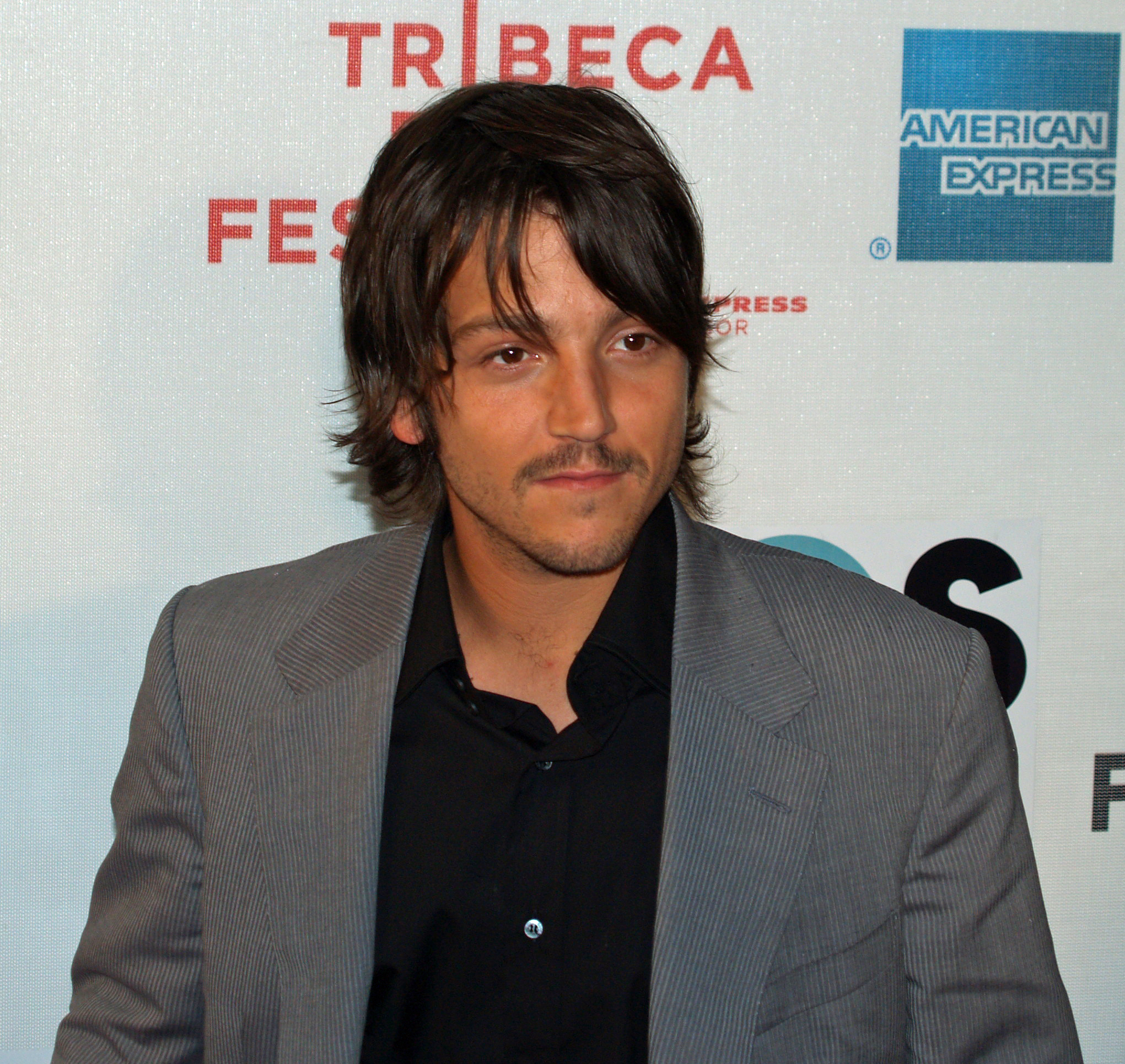
Diego Luna

Diego Luna Alexander (* 29. prosince 1979) je mexický herec. Je známý např. z filmů Milk nebo Hříšný tanec 2.

## Životopis
Diegova matka, Fiona Alexander, byla Angličanka a zemřela při autonehodě, když byly Diegovi dva roky. Od té doby jej vychovával jeho otec, Alejandro Luna, který byl uznávaným mexickým scénografem. K herectví jej vlastně přivedl on. Jeho otec byl pracovně vytížený, a proto malého Diega brával s sebou na cesty po divadlech po celé Latinské Americe. Již v útlém věku se seznámil s Gaelem Garcia Bernalem, který se stal jeho nejlepším kamarádem a je jím i dodnes. Zahráli si spolu v seriálu.
Jeho první role, po které se o něj začali zajímat hollywoodští režiséři, byla v „lehce erotickém“ filmu Mexická jízda, ve které si zahrál se svým nejlepším přítelem. Film je o dvou sedmnáctiletým mladících, kteří se seznámí s osmadvacetiletou vdanou Španělkou a začnou ji svádět. Pozvou ji na pláž, ale žena se od doktora dozvídá špatnou zprávu, a tak se všichni tři vydávají na nespoutanou jízdu.
Dalším jeho úspěchem byl životopisný film Frida. Film je o mexické malířce, kterou si zahrála Salma Hayek. Po boku Kevina Costnera si střihl malou roli ve filmu Krajina střelců.
V roce 2004 dostal Diego nabídku zahrát si hlavní roli v pokračování veleúspěšného filmu z osmdesátých let Hříšný tanec 2. Jeho partnerku v tomto filmu hrála Romola Garai. S Tomem Hanksem si zahrál ve filmu Terminál.
Při natáčení jednoho ze svých filmů se seznámil s o šest let mladší herečkou, která se jmenuje Camila Sodi. Dne 5. února 2008 se vzali. 13. srpna 2008 se jim narodil syn Jeronimo, ke kterému 1. července 2010 přibyla sestřička Fiona.

## Filmografie

### Film
| Rok  | Název                          | Role                     | Poznámky |
| ---- | ------------------------------ | ------------------------ | -------- |
| 1999 | Un dulce olor a muerte         | Ramón                    |          |
| 2000 | Než se setmí                   | Carlos                   |          |
| 2001 | Mexická jízda                  | Tenoch Iturbide          |          |
| 2002 | Frida                          | Alejandro Gonzalez Arias |          |
| 2002 | Upíři 2: Nemrtví               | Sancho                   |          |
| 2002 | Nicotina                       | Lolo                     |          |
| 2002 | Soldados de Salamina           | Gastón                   |          |
| 2002 | Krajina střelců                | Button                   |          |
| 2004 | Hříšný tanec 2                 | Javier Suarez            |          |
| 2004 | Terminál                       | Enrique Cruz             |          |
| 2004 | Mistr zločinu                  | Rodrigo                  |          |
| 2006 | Solo Dios sabe                 | Damián                   |          |
| 2006 | Zatmívání                      | Tommaso Moreno           |          |
| 2006 | Báječný svět                   | reportér                 |          |
| 2007 | Noční býk                      | Manuel                   |          |
| 2007 | Pan Osamělý                    | Michael Jackson          |          |
| 2008 | Mexický kartel                 | Gabriel                  |          |
| 2008 | Drsňák a frajer                | Beto                     |          |
| 2008 | Milk                           | Jack Lira                |          |
| 2012 | Kontraband                     | Gonzalo                  |          |
| 2012 | Casa de Mi Padre               | Raul                     |          |
| 2013 | Elysium                        | Julio                    |          |
| 2014 | Kniha života                   | Manolo Sanchez (hlas)    |          |
| 2016 | Ve jménu krve                  | Jonah                    |          |
| 2016 | The Bad Batch                  | Jimmy                    |          |
| 2016 | Rogue One: Star Wars Story     | Cassian Andor            |          |
| 2017 | Hráči se smrtí                 | Ray                      |          |
| 2018 | Kdyby ulice Beale mohla mluvit | Pedrocito                |          |
| 2019 | Berlin, I Love You             | Drag queen               |          |
| 2019 | Deštivý den v New Yorku        | Francisco Vega           |          |
| 2020 | Wander Darkly                  | Matteo                   |          |
| 2021 | Lovci trolů: Úsvit Titánů      | Krel Tarron (hlas)       |          |
| 2022 | DC Liga supermazlíčků          | Chip (hlas)              |          |

### Televize
| Rok       | Název                             | Role                        | Poznámky                            |
| --------- | --------------------------------- | --------------------------- | ----------------------------------- |
| 1992      | El abuelo y yo                    | Luis                        |                                     |
| 1995      | El premio mayor                   | Quique Domínguez            | vedlejší role                       |
| 2002      | Fidel                             | Renato Guitart              | televizní film                      |
| 2010      | Velké migrace                     | vypravěč                    | televizní minisérie                 |
| 2013      | Americký táta                     | Mauricio (hlas)             | Díl: „Poltergasm“                   |
| 2018      | Lovci trolů od Guillerma Del Toro | Krel (hlas)                 | Díl: „In Goods Hands“               |
| 2018–2019 | 3 mimo: Příběhy z Arkádie         | Krel (hlas)                 | hlavní role                         |
| 2018–2020 | Narcos: Mexico                    | Miguel Ángel Félix Gallardo | hlavní role, 20 dílů                |
| 2020      | Home Movie: The Princess Bride    | Inigo Montoya               | televizní minisérie                 |
| 2020      | Kouzelníci: Příběhy z Akrádie     | Krel (hlas)                 | 3 díly                              |
| 2021      | Maya a tři bojovníci              | Zatz (hlas)                 | televizní minisérie                 |
| 2022      | Andor                             | Cassian Andor               | hlavní role, také výkonný producent |

### Videoklipy
| Rok  | Název                   | Umělec      | Role   |
| ---- | ----------------------- | ----------- | ------ |
| 2011 | „The One That Got Away“ | Katy Perry  | přítel |
| 2018 | „El Beso“               | Mon Laferte | muž    |